# Edmilson dos Santos Silva
Edmilson dos Santos Silva (Salvador, 15 settembre 1982) è un ex calciatore brasiliano, di ruolo attaccante.

## Palmarès

### Club

#### Competizioni nazionali
- Campeonato Brasileiro Série B: 1

Palmeiras: 2003
- Emir of Qatar Cup: 1

A-Gharafa: 2012
- Qatar Crown Prince Cup: 1

Al-Gharafa: 2011

#### Competizioni statali
- Campionato Carioca: 1

Vasco da Gama: 2015